# Topolino giardiniere (film 1931)
Topolino giardiniere (Mickey Cuts Up), anche noto come Topolino, Minni e la primavera, è un film del 1931 diretto da Burt Gillett. È un cortometraggio animato della serie Mickey Mouse, prodotto dalla Walt Disney Productions e uscito negli Stati Uniti il 30 novembre 1931, distribuito dalla Columbia Pictures.

## Trama
Topolino, aiutato da Pluto, fa del giardinaggio nel suo prato, mentre lì accanto Minni innaffia il suo giardino. Poi Topolino, per fare uno scherzo a Minni, entra nella sua casetta degli uccelli e finge di essere un uccellino, ma viene attaccato da un gatto. La casetta cade e Topolino ci rimane incastrato, facendo ridere Minni (che gli dice che sembra una tartaruga). Mentre i due suonano l'armonica e ballano, Pluto inizia a inseguire il gatto e, ancora legato al tosaerba, fa una serie di disastri nel prato e nella casa di Minni. I due animali alla fine arrivano in cucina, e Pluto rimane imprigionato tra piatti, teiere e bicchieri.

## Distribuzione

### Edizione italiana
Esistono due edizioni italiane del corto. In DVD è stata inclusa l'edizione originale, senza doppiaggio italiano. Quella trasmessa in TV è invece doppiata in italiano, colorata al computer e presenta dei nuovi titoli di testa e di coda.

## Edizioni home video

### DVD
Il cortometraggio è incluso nel DVD Walt Disney Treasures: Topolino in bianco e nero, senza doppiaggio italiano.